# Sabinea hystrix
Sabinea hystrix är en kräftdjursart som först beskrevs av Alphonse Milne-Edwards 1881.  Sabinea hystrix ingår i släktet Sabinea och familjen Crangonidae. Inga underarter finns listade i Catalogue of Life.